# K9 Thunder
A K9 Thunder dél-koreai gyártmányú önjáró löveg, jelenleg a dél-koreai hadsereg elsődleges tüzérségi harcjárműve, melyet a K55 leváltására fejlesztett ki a Samsung Techwin cég.

## Története, leírása
A K9 Thunder kifejlesztése 1989-ben vette kezdetét. A fegyver első prototípusa 1996-ban készült el, majd miután ez sikeres teszteken esett át, 1998-ban megkezdődött a K9 sorozatgyártása, az első szériát egy évvel később állították szolgálatba.
A K9 teljes mértékben lehegesztett acél szerkezettel rendelkezik, mely jelentős védelmet ad a löveg legénységének mind az ellenséges lövedékek, mind az aknák ellen. A löveg elsődleges fegyvere egy 155 mm-es, 52 kaliberhosszú ágyú, melynek hatótávolsága 40 km. A K9 löveg elődjénél, a K55-nél nagyobb tűzerejű (képes három lövedéket kilőni 15 másodperc alatt), jobb manőverező képességű és az erősebb motor lévén sebessége is nagyobb. Kiszolgáló járműve az azonos platformra épült automata lőszer-utántöltő, a K10.
A K9 önjáró löveg első éles bevetése a 2010. november 23-i Jonphjong-szigeti incidens volt, melynek során észak-koreai tüzérség lövéseket adott le a vitatott hovatartozású Jonphjong-szigetre. A dél-koreai tengerészgyalogság 6 K9 önjáró löveggel viszonozta a tüzet.

## Rendszeresítők
- Dél-Korea – A dél-koreai haderő jelenleg 532 db K9 löveggel rendelkezik.
- Egyiptom – 200 önjáró löveg beszerzéséről született szerződés 2022 januárjában.[1]
- India – 100 önjáró löveg került beszerzésre[2]
- Norvégia – Norvégia 24 darab K9 önjáró löveget rendelt 2017-ben.[3]
- Törökország – 2004-ben vásárolta meg a fegyver gyártási jogait a Samsung Techwin cégtől, majd kisebb módosításokkal, T-155 Firtina néven állította hadrendbe. A Firtina a tűzkeresztségen 2008-ban, a török-kurd konfliktus egyik hadműveletében esett át.
- Finnország
- Észtország